# Silla Diamond

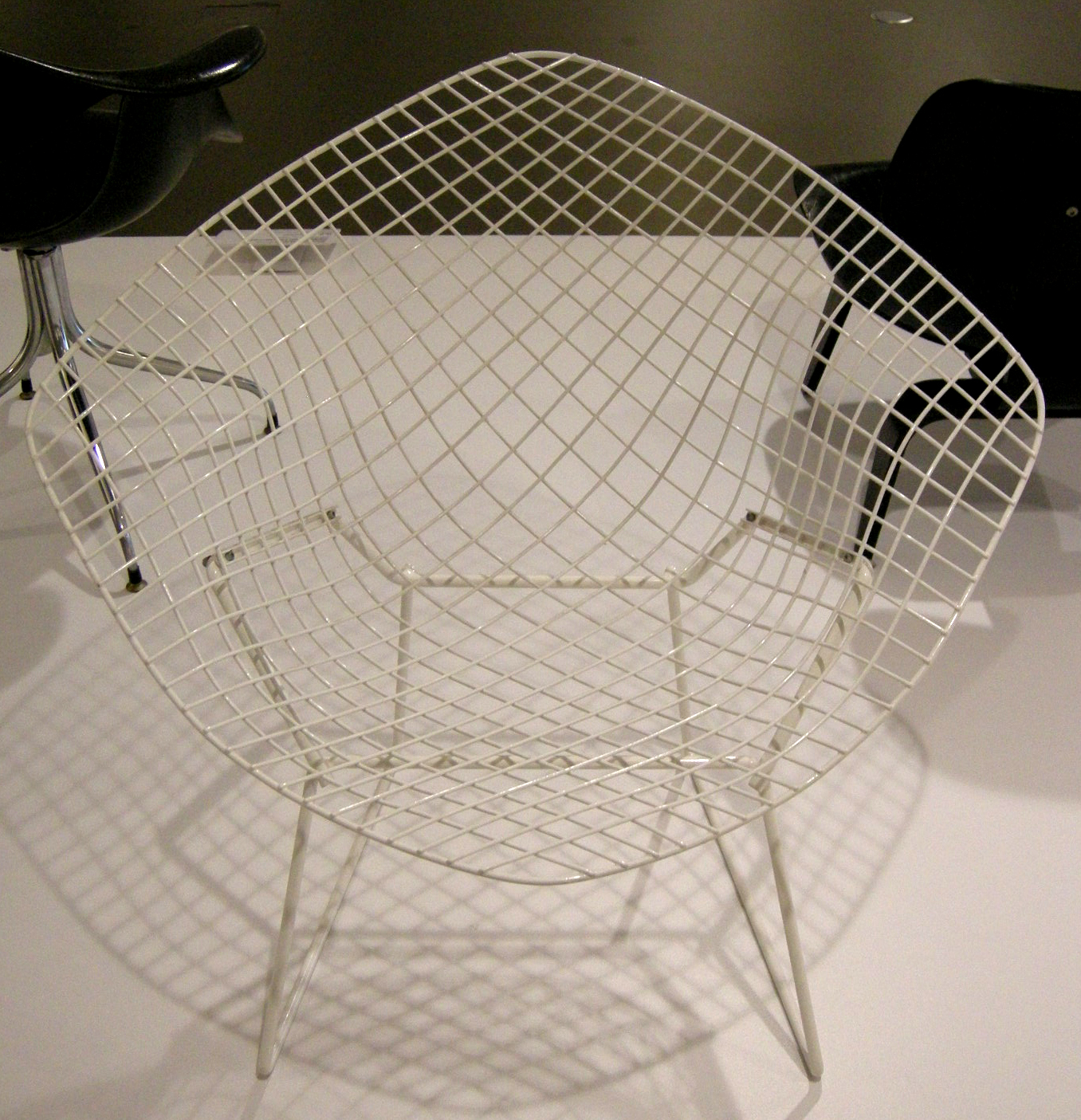
La silla Diamond.

La silla Diamond (diamante, en inglés), también conocida como modelo número 421LU, fue diseñada en 1950-52 por Harry Bertoia y producida por Knoll Associates desde 1953 hasta el presente. Está construida con varillas de acero soldadas, curvadas y cubiertas de vinilo o cromadas. Los diseños de Bertoia no solo respondían a exigencias funcionales sino que también exploraban la forma y el volumen. Tras algunos intentos de fabricación mecanizada, finalmente se constató que era más fácil fabricar a mano sus modelos de varillas soldadas. En palabras del mismo Bertoia, "Si nos fijamos en esas sillas, están hechas principalmente de aire, como una escultura. El espacio pasa a través de ellas."